# Емерзаккер
Емерзаккер (нім. Emersacker) — громада в Німеччині, знаходиться в землі Баварія. Підпорядковується адміністративному округу Швабія. Входить до складу району Аугсбург. Складова частина об'єднання громад Вельден.
Площа — 11,77 км2. Населення становить 1439 ос. (станом на 31 грудня 2020).